# Gurjinder Kumar
Gurjinder Kumar (Nawanshahr, 10 oktober 1990) is een Indiase voetballer die geruime tijd uitkwam voor Pune FC. Sinds 2014 speelt Kumar als linkerverdediger bij Salgaocar FC in de I-League. Hij maakt tevens deel uit van het nationaal voetbalelftal.